# Mercury Meltdown Revolution
Mercury Meltdown Revolution é um jogo de video game estilo puzzle desenvolvido e públicado pela Ignition Entertainment para o Nintendo Wii. O jogo é parte de uma série de jogos de quebra-cabeça, incluindo Mercury Meltdown e Archer Maclean's Mercury. No jogo, os jogadores utilizam o sensor de movimento do Wii Remote para maninpular o ambiente, de forma que a bolha de mercúrio se mova para o local de chegada.

## Recepção
As avaliações do jogo tem sido geralmente positivas. Eurogamer elogiou os controles dizendo que os recursos do sensor de movimento foram utilizados de forma mais completa do que outros jogos e também elogiou a forma como o jogo era acessível para os jogadores habilidosos e não-habilidosos, dando ao jogo 9/10. A IGN do Reino Unido deu ao jogo 7,9 de 10 e um prêmio pela escolha do diretor, mas eles disseram que o som poderia ser melhor e a falta de multiplayer é decepcionante, especialmente no Wii. Possui uma classificação média global de 78% em Game Rankings.